# SAW-Tag
SAW-Tags werden definiert als eine Transponder-Technologie, die den SAW-Effekt nutzen. Dabei werden schwache Mikrowellensignale in Ultraschallsignale umgewandelt, die über die Oberfläche eines piezoelektrischen Kristalls laufen und an Markierungen auf der Oberfläche reflektiert werden.

## Geschichte
Erste technische Untersuchungen an Surface-Acoustic-Wave- (SAW-)Elementen fanden 1965 in den amerikanischen Bell Telephone Labs statt. Bis Ende der achtziger Jahre wurde diese neue Technologie stark von deren Hauptabnehmer, dem Militär der USA, unterstützt.

## Funktionsweise
Der SAW-Tag reflektiert das Abfragesignal, sobald ein Objekt mit Codeträger den Lesebereich erreicht.
Das Lesegerät empfängt das reflektierte Antwortsignal und berechnet daraus den Code. Durch den Einsatz dieses Echoprinzips wird die passive, batterielose Energieversorgung des SAW-Tags ermöglicht. In den Grundzügen stimmt die Funktionsweise der Codeabfrage mit der Funktion eines Distanz-Radargerätes überein.
Die gegenwärtig erhältlichen SAW-Tags sind ausnahmslos Fixcode-Datenträger. Da der Code während der Herstellung festgelegt wird, wird im vorliegenden Text generell der Begriff „Codeträger“ anstelle von „Datenträger“ verwendet. Analog zu den induktiven Codeträgern findet man auch hier einen „single chip“-Aufbau. Anstatt einer Spule und eines Silizium-Chips wird eine flache Antenne verwendet, die mit einem SAW-Element verbunden wird. Die Kombination von Antennenprint und SAW-Element wird – je nach Anwendung – in einem spezifischen Gehäuse untergebracht.
Grundsätzlich funktioniert ein SAW-Element folgendermaßen: Die Antenne wandelt die einfallende Mikrowelle in eine elektrische Erregung, die wiederum mit einer Leitung zum SAW-Element gelenkt wird. Im SAW-Element wandelt der Transducer die elektrische Erregung in eine Oberflächen-Schallwelle (Surface Acoustic Wave – SAW). Diese SAW breitet sich entlang der Substratoberfläche aus und wird durch einen Spiegel in sich reflektiert. Der gleiche Transducer wandelt die reflektierte SAW wieder zurück in eine elektrische Erregung, die über die Antenne abgestrahlt wird. Die Codierung erfolgt seriell mit einem geometrisch eingeprägten Muster.

## Eigenschaften
SAW-Tags unterscheiden sich erheblich von normalen RFID-Systemen:
- Temperaturfestigkeit: Die große Belastungsfähigkeit der SAW-Tags gegenüber hohen Temperaturen (bis 250 °C, 320 °C während 40 Sekunden) ergibt sich daraus, dass zum einen keine Batterie, zum anderen auch keine Elektronik zur Kommunikation und zur Codespeicherung zum Einsatz kommen. Siemens hat gezeigt, dass dies im Prinzip bis zu 1000 °C möglich ist. SAW-Tag-Langzeitmessungen basierend auf Lithium-Niobat-Kristallen ergaben eine Temperaturstabilität über 250 h bei 350 °C und über 3000 h bei 300 °C.[1]

- Keine Batterie: Das Fehlen einer Batterie gestattet hohe Dauertemperaturen bis 180 °C. Gerade in robuster Industrieumgebung ist die Befestigung der Codeträger meist mit Handlingkosten verbunden.
- Große Lesedistanz: Als ein großer Vorteil gegenüber induktiven Systemen ist die relativ große Lesedistanz, die auch in sehr schwieriger Umgebung 1 bis 2 Meter erreicht, zu sehen. Je mehr unterschiedliche Codes benötigt werden, desto kleiner wird das Antwortsignal des SAW-Tags und damit die maximal erreichbare Lesedistanz.
- Schnelle Identifikation: Das SAW-Prinzip erlaubt die Identifikation schneller Objekte (500 km/h), die sich nur kurz im Antennenfeld aufhalten, da keine aktive Kommunikation aufgebaut werden muss.[2]
- Mechanische und chemische Robustheit: Die hohe mechanische Belastungsfähigkeit der SAW-Tags ergibt sich aus dem robusten „Single chip“-Aufbau. Das SAW-Element ist dabei in ein sehr belastungsfähiges Stahl- bzw. Keramikgehäuse verpackt.[3]